# Döpshofen
Döpshofen ist ein Pfarrdorf und Ortsteil der Gemeinde Gessertshausen im schwäbischen Landkreis Augsburg in Bayern (Deutschland), das von den westlichen Wäldern umgeben ist.
Zur Gemarkung gehören auch das Dorf Weiherhof und der Weiler Engelshof.

## Lage
Döpshofen liegt in den Stauden. Die Kreisstraße A 3 führt von Gessertshausen über Oberschönenfeld, Weiherhof, Döpshofen, Kreuzanger, Waldberg, Eggerhof und Klimmach und mündet in die Kreisstraße A 16.

## Geschichte
Das Pfarrdorf Döpshofen wurde als Rodungsort gegründet. Das Patrozinium Martin von Tours lässt auf eine Gründung im frühen Mittelalter schließen. Die erste urkundliche Erwähnung erfolgte 1150 als Tatehauen. 1241 kaufte das Augsburger Augustiner-Chorherrenstift Heilig-Kreuz einen Hof in Döpshofen. Durch weitere Erwerbungen ab dem 14. Jahrhundert, u. a. der Vogtei, konnte das Stift bis zum 18. Jahrhundert die Grundherrschaft bzw. Niedergerichtsbarkeit über den gesamten Ort erlangen. Das Hochgericht und Jagdrecht gehörte der vorderösterreichischen Markgrafschaft Burgau.
Nach dem Reichsdeputationshauptschlusses fiel der Ort an das Kurfürstentum Bayern. Döpshofen war mit seinen Ortsteilen eine selbstständige Gemeinde und wurde im Zuge der Gebietsreform in Bayern am 1. Mai 1978 in die Gemeinde Gessertshausen eingemeindet. Die römisch-katholische Pfarrei Sankt Martin in Döpshofen gehört zur Pfarreiengemeinschaft Dietkirch im Dekanat Augsburg-Land im Bistum Augsburg. Zur Pfarrei gehören auch die Kuratie Sankt Georg in Margertshausen sowie Weiherhof.

## Sehenswürdigkeiten
- Römisch-katholische Pfarrkirche St. Martin
- Loretokapelle, erbaut 1601
- Ehemaliges Pfarrhaus, erbaut 1696
- Der Glaserschuster aus Döpshofen ist das letzte noch erhaltene Staudenhaus im alten Stil mit Strohdach. 1976 wurde es abgebaut und in Oberschönenfeld beim Schwäbischen Volkskundemuseum (seit 2018: Museum Oberschönenfeld) wieder aufgebaut, wo es noch heute zu besichtigen ist.[4]
- Auf diversen Wanderwegen (zum Wandern, Joggen oder Fahrradfahren), die rund um Döpshofen liegen, kann man Ziele wie z. B. das Kloster Oberschönenfeld erreichen